# Goodyera ustulata
Goodyera ustulata är en orkidéart som beskrevs av Cedric Errol Carr. Goodyera ustulata ingår i släktet knärötter, och familjen orkidéer. Inga underarter finns listade i Catalogue of Life.